# 漢聲雜誌社
漢聲雜誌社，是臺灣的雜誌、期刊出版社，設址於臺北市松山區八德路4段72巷16弄1號，成立並初次發行於1971年。

## 歷史
漢聲出版社於1970年由吳美雲籌設，同年8月黃永松陸續邀集姚孟嘉與奚淞參與加入編輯，創刊四人合稱「漢聲四君子」。社名原由取自「大漢天聲」之意，以「平衡東西文化交流」及「銜接傳統與現代」為宗旨、傳承傳統文化理念為根基。英文版《漢聲雜誌》（ECHO of Things Chinese）於隔年1月首先創刊發行，以推廣中華民族的傳統文化與民俗藝術至國際為念，內容以介紹民俗、藝術與文化三大主軸為要，佐以圖文檔案歸納民間任一文化特點。1982年1月，首推《中國童話》套書，並前往日本進行相關考察。
1984年至1985年出版兒童叢書《漢聲小百科》與《精選世界最佳兒童圖畫書》。
1986年，以過去出版兒童系列叢書的經驗，出版童書《漢聲愛的小小百科》套書12冊。
1987年1月，中文版雜誌創刊，以介紹中國相關的歷史、地理、人文的報導與論述為主要題材。1988年，時逢海峽兩岸開放探親，該社力行田野調查，出刊以臺灣本地三大漢族移民——泉州、漳州以及客家人為主題的尋根田調刊物，整理包括器物文化、居住型態以及古老風俗等內容進行彙編。
1991年出版《民間文化剪貼》專輯，歸納出五種、十大類、涵蓋56個項目的傳統民間文化內容。
1991與1995年，陸續協助北京清華大學與南京東南大學開辦鄉土建築與民間藝術研究所。2003年，北京分社成立，提供中國大陸地區之文化活動服務。
2006年，獲美國《時代雜誌》評選為「亞洲之最的行家出版品」。同年於社址1樓成立「漢聲巷」書店。
《曹雪芹紮燕風箏圖譜、考工志》二書經出版社編修十年，簡體版於2006年榮獲該年度「中國最美的書」，更於隔年代表中國參加德國萊比錫舉辦的「世界最美的書」評選。

## 外部連結
- 漢聲巷官網 （页面存档备份，存于）
- 漢聲巷的Facebook專頁 （页面存档备份，存于）